# Callie Shell
Callie Shell née en 1961, à Gainesville (Géorgie) aux États-Unis Elle est photographe sous contrat du Time, depuis 2001 et de CNN depuis 2015. Elle a couvert six campagnes présidentielles dont celle de Barack Obama.

## Biographie
Callie Shell est une photographe dont les travaux ont été publiés dans des livres, des magazines, des galeries et des musées à travers le monde. Elle a été primée au World Press Photo. Elle a été la photographe officielle du vice-président Al Gore sous l'administration Clinton pendant huit ans. Elle a capté des images avant et pendant la présidence de Barack Obama durant 10 ans. Elle a couvert six campagnes présidentielles au total, dont dernièrement celle d'Hillary Clinton. Elle habite actuellement en Caroline du Sud.

## Photographe de Barack Obama
En 2004, elle couvre la campagne de John Kerry à Chicago pour le Time. C’est à cette occasion que la célèbre photographe rencontre Barack Obama alors qu’il n’est encore que sénateur de l’Illinois.

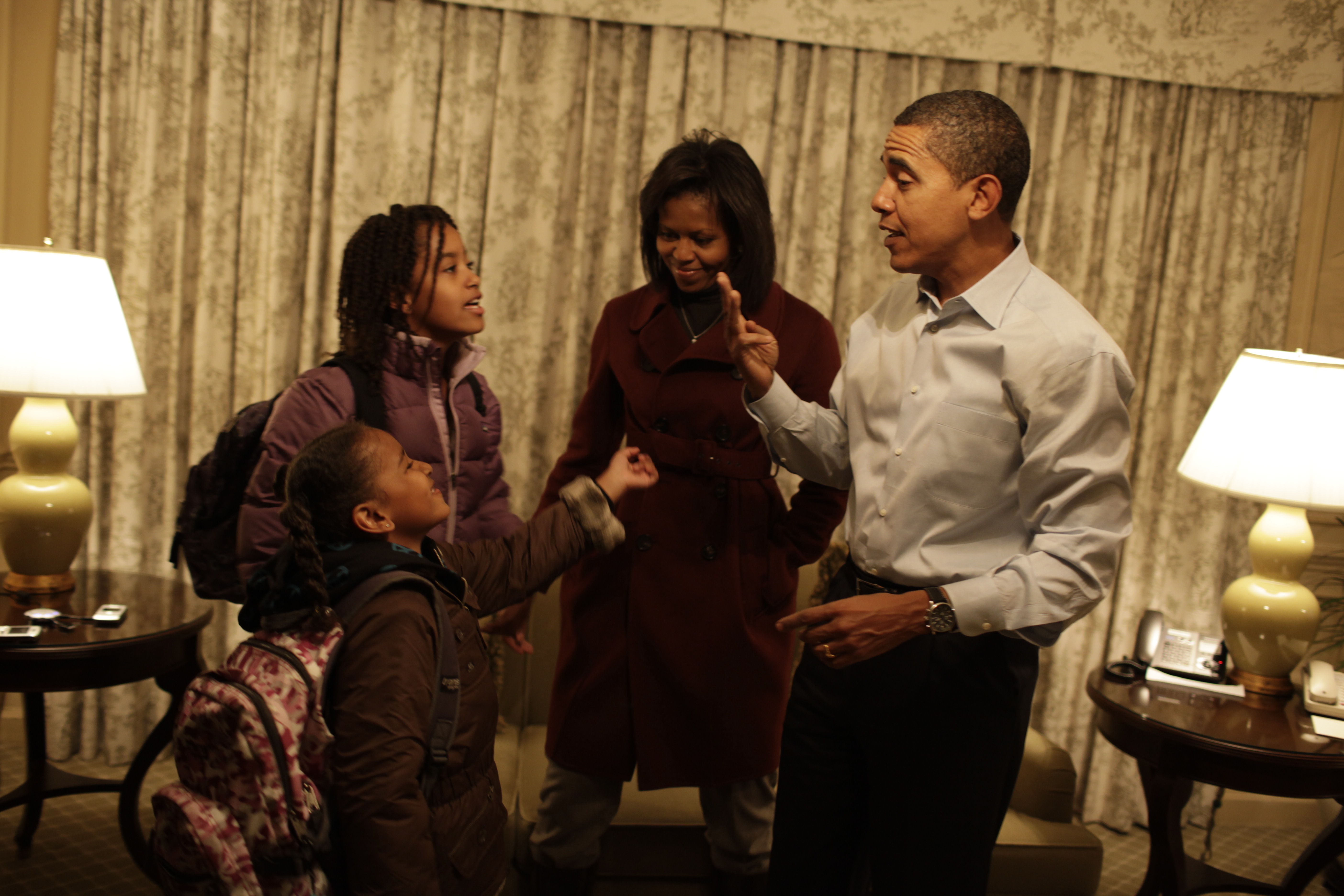
Barack Obama, Michelle Obama et leurs filles Sasha et Malia en 2009.

Elle parvient à convaincre le magazine pour qui elle travaille de consacrer un sujet à Obama. En 2006, le premier sujet à propos de Barack Obama apparaît dans le Time.
Elle va suivre l’homme politique plus de deux ans, pendant et après sa victoire à la Maison-Blanche. Elle déclare qu’à ses débuts, l’ancien président était entouré seulement de son chauffeur et d’elle-même.
Callie Shell a photographié les discours, les meetings et les moments d'intense communion avec le public, comme les autres photographes présents sur les lieux mais sa relation privilégiée avec l’homme politique lui permet également de photographier le côté intimiste de la vie de Barack Obama comme les temps morts, les coulisses, les moments en famille…
Tous ces éléments qui sont parfois absents des photos officielles, et qui fait du candidat à la présidence des États-Unis un homme et un père comme les autres. Une des photos montre Obama tout simplement épuisé, assoupi dans un bus. La majorité des images de Callie Shell donnent une image extrêmement positive de Barack Obama. Mais elle dément avoir participé à la fabrication d’image d'un président « cool ».
Callie Shell aurait pu devenir photographe officielle du président Barack Obama cependant elle a décliné la proposition, préférant se contenter de reportages occasionnels à la Maison-Blanche.
Elle a été photographe officielle du vice-président Al Gore entre 1992 et 2000, et à ce titre elle a pu photographier le procès de destitution du président Bill Clinton.

## Expositions
Liste non exhaustive
- 1993 : Silver Eye Center for Photography de Pittsburgh[6] intitulée «From the Other Side of the Ropes: Behind the Scenes at the White House».
- Corcoran Gallery of Art de Washington[1]
- Galerie Leica de New York[1]
- Bibliothèque de Los Angeles[1]
- Manchester Craftsmen’s Guild[1]
- 2009 : Barack Obama, Festival Visa pour l'image, Perpignan[1].

## Publications
- President Obama: Path to the White House, Time, 2008
- Barack Obama: yes, we can - Bilder einer Persönlichkeit, Time, Kinesbeck, 2009
- Hope, Never Fear: A Personal Portrait of the Obamas, Chronicle Books, 2019

## Prix
- 2009  : World Press Photo, premier prix dans la catégorie People in the News, Stories pour une photo de Barack Obama lors de son investiture par le Parti démocrate[7].